# Pachysaga
Pachysaga é um género de insecto da família Tettigoniidae.
Este género contém as seguintes espécies:
- Pachysaga munggai
- Pachysaga strobila